# Crescenzio Sepe
Crescenzio Sepe (Sinh 1943) là một Hồng y người Italia của Giáo hội Công giáo Rôma. Ông từng đảm nhận vai trò Tổng giám mục đô thành Tổng giáo phận Napoli (từ năm 2006 đến năm 2020) và hiện đảm nhận tước Hồng y Đẳng linh mục Nhà thờ Dio Padre misericordioso.
Vốn là một thành viên của Giáo triều Rôma, hồng y Sepe từng đảm nhận rất nhiều các vai trò, vị trí khác nhau trong giáo triều, cụ thể, ông đảm nhận các vai trò: Phó Chủ tịch Trung tâm Truyền hình Vatican (1984–1989), Thẩm định viên trong Phân Bộ Thường vụ Phủ Quốc vụ khanh Tòa Thánh (1987–1992), Tổng Thư ký Đại diện Hồng y Uỷ nhiệm Quản lí Giáo hoàng Thánh đường Pompeii, Loreto và Bari (1992–1996); Tổng trưởng Thánh bộ Giáo sĩ (1992–1997), Tổng thư ký Ủy ban Đại lễ kỷ niệm Năm Thánh 2000 (1997–2001), Chủ tịch Peregrinatio ad Petri Sedem (1997–2001), Tổng trưởng Thánh bộ Phúc Âm hóa các Dân tộc, thường được gọi là Thánh bộ Truyền giáo (2001–2006).

## Tiểu sử
Hồng y Crescenzio Sepe sinh ngày 2 tháng 6 năm 1943 tại Carinaro, Italia. Sau quá trình tu học dài hạn tại các cơ sở chủng viện theo Giáo luật, ngày 12 tháng 3 năm 1967, Phó tế Sepe, 24 tuối, tiến đến việc được truyền chức linh mục. Cử hành nghi thức truyền chức cho tân linh mục là Giám mục Antonio Cece, giám mục chính tòa Giáo phận Aversa. Tân linh mục cũng chính là thành viên linh mục đoàn giáo phận này.
Linh mục Sepe từng đảm nhận nhiều vai trò tại Giáo triều Rôma như Phó Chủ tịch Trung tâm Truyền hình Vatican trong vòng hơn 5 năm, từ năm 1984 đến năm 1989 cùng đảm nhận vai trò Thẩm định viên trong Phân Bộ Thường vụ Phủ Quốc vụ khanh Tòa Thánh trong 5 năm, từ năm 1987 đến năm 1992.
Sau 25 năm thực hiện các công việc mục vụ trên thẩm quyền và cương vị của một linh mục, ngày 2 tháng 4 năm 1992, Tòa Thánh loan đi thông tin Giáo hoàng đã quyết định tuyển chọn linh mục Crescenzio Sepe, 49 tuổi, gia nhập Giám mục đoàn Công giáo Hoàn vũ, với vị trí được bổ nhiệm là Tổng giám mục Hiệu tòa Gradum và chức vụ Tổng Thư ký Thánh bộ Giáo sĩ và Tổng Thư ký Đại diện Hồng y Uỷ nhiệm Quản lí Giáo hoàng Thánh đường Pompeii, Loreto và Bari. Lễ tấn phong cho vị tổng giám mục tân chức được tổ chức sau đó vào ngày 26 tháng 4 cùng năm, với phần nghi thức truyền chức được cử hành cách trọng thể bởi 3 giáo sĩ cấp cao, gồm vị chủ phong là giáo hoàng đương nhiệm, Giáo hoàng Gioan Phaolô II; hai vị giáo sĩ còn lại, với vai trò phụ phong, gồm có Hồng y Franciszek Macharski, Tổng giám mục đô thành Tổng giáo phận Kraków và Hồng y Angelo Sodano, Quốc vụ khanh Tòa Thánh. Tân giám mục chọn cho mình khẩu hiệu: IN NOMINE DOMINI.
Ông kết thúc nhiệm vụ Tổng Thư ký Đại diện Hồng y Uỷ nhiệm Quản lí Giáo hoàng Thánh đường Pompeii, Loreto và Bari vào năm 1996, và từ ngày 3 tháng 11 năm 1997, ông được thuyên chuyển làm Tổng thư ký Ủy ban Đại lễ kỷ niệm Năm Thánh 2000, và đảm nhiệm vai trò này đến năm 2001. Song song với vai trò này, từ ngày 7 tháng 11 năm 1997, ông đảm nhận thêm chức danh Chủ tịch Peregrinatio ad Petri Sedem và giữ chức vụ này đến ngày 25 tháng 7 năm 2001.
Qua Công nghị Hồng y 2001 được tổ chức ngày 21 tháng 2 năm 2001, Giáo hoàng Gioan Phaolô II đã vinh thăng Tổng giám mục Crescenzio Sepe tước vị Hồng y. Tân Hồng y là Hồng y phẩm trật Phó tế và Nhà thờ hiệu tòa được chỉ định là Dio Padre misericordioso. Tân hồng y đã đến nhận nhà thờ Hiệu tòa của mình vào ngày 16 tháng 11 năm 2003.
Ngày 9 tháng 4 năm 2001, Hồng y Sepe được bổ nhiệm làm Tổng trưởng Thánh bộ Rao giảng Phúc Âm cho các Dân tộc. Ông còn kiêm thêm chức danh Chủ tịch Ủy ban liên ngành về Tu sĩ Tận hiến.
Sau 5 năm tại Bộ Truyền giáo, ngày 20 tháng 5 năm 2006, Tòa Thánh quyết định thuyên chuyển ông làm Tổng giám mục đô thành Tổng giáo phận Napoli, thăng tước thành Hồng y Đẳng linh mục Nhà thờ Dio Padre misericordioso. Ông chính thức hổi hưu của ông ngày 12 tháng 12 năm 2020.